# قرار مجلس الأمن التابع للأمم المتحدة رقم 2059
قرار مجلس الأمن التابع للأمم المتحدة رقم 2059، المتخذ بالإجماع في 20 يوليو 2012، المتعلق ببعثة الأمم المتحدة للمراقبة في سوريا.

## روابط خارجية
- نص القرار في undocs.org